# الإشراف على مضادات الميكروبات
الاشراف على مضادات الميكروبات هو جهد ممنهج لتعليم واقناع واصفين العلاج على مضادات الميكروبات باتباع دليل قائم على وصفة علاجية من اجل القضاء على سوء اسستخدام المضادات الحيوية وبالتالي مقاومة مضادات الميكروبات.كانت AMS جهدا منظما من المتخصصين في الامراض المعدية في كل من الطب الباطني وطب الأطفال مع المنظمات النظيرة الخاصة بهم وصيادلة المستشفيات ومجتمع الصحة العامة ومظماتهم المهنية منذ اواخر التسعينيات.
تم تنفيذه أول مرة في المستشفيات في الولايات المتحدة ضمن سياق حرية وصفة الاطباء العلاجية (اختيار الادوية العلاجية الموصوفة).كانت AMS التنظيم الذاتي الطوعي إلى حد كبير في شكل سياسات ومناشدات الالتزام بالانضباط الذاتي في الوصف العلاجي.
في المستشفيات، قد ياخذ هذا الشكل برنامج الاشراف على مضادات الميكروبات.اعتبارا من 2019 جعلت كاليفورنيا وميسوري برامج AMS الزامية بموجب القانون.

## التعريف والاهداف
تعريف عام 2007 الصادر من مجتمع علم الاوبئة الصحية في أمريكا (SHEA) يعرّف AMS على انها وضع استراتيجيات منسقة لتحسين استخدام الادوية المضادة للميكروبات وذلك من اجل:
- تعزيز النتائج الصحية للمريض.
- تقليل مقاومة المضادات الحيوية.
- تخفيض التكاليف الغير ضرورية.[4]

من المتوقع ان يخدم انخفاض الاستخدام المفرط للمضادات الحيوية الاهداف التالية:
- تحسين نتائج المرضى وخاصة سلامة المرضى.
- تقليل تفاعلات الدواء الضائرة مثل تفاعلات فرط التحسس أو تلف الكلى أو القلب مثل اطالة كيو تي (e.g., QT prolongation).
- تقليل الامراض المرتبطة بالمضادات الحيوية مثل العسيرة المطثية المرتبطة بالاسهال والاسهالات الاخرى المرتبطة بالمضادات الحيوية وداء المبيضات الغازي.
- حمى ميكروبات المريض بما في ذلك نباتات الاحشاء ونباتات الجهاز التنفسي ونباتات الجهاز البولي التناسلي ونباتات الجلد (وهذا يرتبط ارتباطا وثيقا بالهدف السابق للوقاية من الامراض المرتبطة بالمضادات الحيوية من منع المضاد الحيوي المرتبط بالمرض).
- تخفيض التكاليف المهدرة.
- ابطاء الزيادة في مقاومة مضادات الميكروبات.
- منع التدهور البيئي غير المتوقع مثل الاثار الضارة المحتملة من تبديل البيوتاس والحيوانات الدقيقة المنتشرة في دورة المياه مع مضادات الميكروبات في مياه الصرف الصحي.

## التاريخ
تم التعرف على اساءة استخدام مضادات الميكروبات في وقت مبكر من اربعينيات القرن الماضي، عندما لاحظ الكسندر فليمنج انخفاض فاعلية البنسلين بسبب فرط الاستعمال.
في عام 1966 , تم نشر أول نظام تقييم لاستخدام المضاد الحيوي في مستشفى وينيبيغ، مانيتوبا، كندا العام: تمت مراجعة السجلات الطبية خلال فترتين غير متعاقبتين لمدة أربعة أشهر (الطب، الطب النفسي، طب الجهاز البولي، طب النسائية والجراحة، جراحة العظام، جراحة الاعصاب، الاذن والانف ولحنجرة وطب العيون).
تم ترميز المعلومات على البطاقات المثقوبة باستخدام 78 عموداً.قدّراخرون في عام 1968 ان 50% من استخدام مضادات الميكروبات اما غير ضروري أو غير ملائم،  من المحتمل ان يكون هذا الشكل هو الطرف الادنى من التقدير، ويستمر الرجوع اليه اعتبارا من عام 2015 .
في السبعينيات تم إنشاء أول خدمات الصيدليةالسريرية في مستشفيات أمريكا الشمالية. تم إجراء أول تقييم رسمي لاستجدام المضادات الحيوية لدى الأطفال فيما يتعلق باختيار المضادات الحيوية وجرعة وضرورة العلاج في مستشفى الاطفال في وينيبيغ ‏.
لاحظ الباحثون اخطاء في المعالجة في 30% من الطلبات الطبية و 63% من الطلبات الجراحية.
اغلب الاخطاء المتكررة كانت علاجات غير ضرورية في 13% من الطلبات الطبية و 45% من الطلبات الجراحية.
ذكر المؤلفون «يجد الكثيرون صعوبة في قبول وجود معايير يمكن الحكم على العلاج بها».